# Neutrino
Neutrino a antineutrino jsou elementární částice ze skupiny leptonů. Neutrino vzniká při jaderných reakcích, které zahrnují beta rozpad. Má spin {\displaystyle \hbar /2}, a proto patří mezi fermiony. Jeho hmotnost je velmi malá ve srovnání s většinou elementárních částic, avšak poslední experimenty ukazují, že je nenulová. Jeho elektrický náboj je nulový, nepůsobí na něj ani silná, ani elektromagnetická interakce, ale jen slabá interakce a velmi málo také gravitace. Nereagují proto prakticky vůbec s okolním prostředím a je velmi obtížné je detekovat. Jde o stabilní částice – nepodléhají tedy samovolnému rozpadu.

## Historie

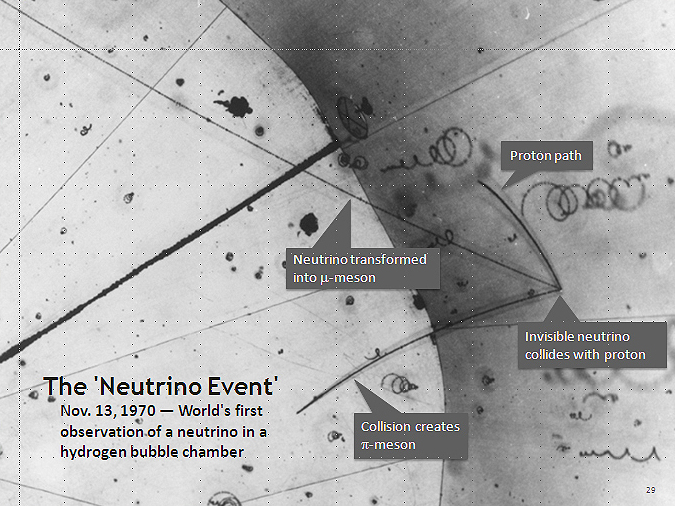
Snímek první detekce neutrina v bublinkové komoře

Neutrino poprvé předpověděl Wolfgang Pauli roku 1931, kdy vysvětlil spektrum beta rozpadu – rozpadu neutronu na proton a elektron. Pauli předpověděl vznik nedetekované částice o energii a momentu hybnosti rovným pozorovanému úbytku těchto hodnot u produktů oproti původním částicím. Vzhledem k jejich malé reaktivnosti trvalo 25 let od vyslovení hypotézy o jejich existenci k jejímu experimentálnímu ověření. Roku 1956 Clyde Cowan, Frederick Reines, F. B. Harrison, H. W. Kruse, a A. D. McGuire zveřejnili článek Detekce volných neutrin: potvrzeno v časopise Science. Tento výzkum byl později odměněn Nobelovou cenou za fyziku.
Název neutrino vytvořil Enrico Fermi, autor první teorie popisující chování neutrin. Jde v podstatě o slovní hříčku: v italštině znamená neutrone (název pro neutron) velký a neutrální, kdežto neutrino znamená malý a neutrální.
Roku 1962 Leon Lederman, Melvin Schwartz a Jack Steinberger dokázali existenci více typů neutrin tím, že detekovali mionová neutrina. Když byl v SLAC roku 1975 poprvé pozorován třetí lepton (τ – tauon), začala se předpokládat i existence odpovídajícího neutrina. První důkaz existence třetího neutrina bylo pozorování chybějící energie a momentu hybnosti při tau rozpadu podobnému beta rozpadu. První pozorování interakce tauonového neutrina oznámil projekt DONUT ve Fermilabu, čímž došlo k objevu poslední částice standardního modelu, jejíž interakce před tím nebyla pozorována.

## Druhy neutrin
Jsou známy tři typy neutrin: elektronové neutrino νe, mionové neutrino νμ a tauonové neutrino ντ, pojmenované podle jim odpovídajících leptonům ve standardním modelu (viz tabulka). Zatím nejlepší odhad počtu neutrin byl zjištěn pozorováním rozpadu bosonu Z. Tato částice se může rozpadat na kterékoli neutrino a jeho antineutrino. Jeho doba života tak závisí na počtu druhů neutrin: čím více druhů neutrin, tím více možností rozpadu, a tak i kratší doba života. Měření, která v roce 2003 sumarizoval Eidelman, ukazují, že počet typů lehkých neutrin (o hmotnosti < 1MeV) je 2,984 ± 0,008.

### Těžké neutrino
Přestože uvedené výsledky naznačují, že nemůže existovat více typů lehkých neutrin, není vyloučena existence rodiny částic, která by obsahovala velmi těžké neutrino. Náznaky, ukazující na existenci takových neutrin, se hledají při spuštění každého nového „nejvýkonnějšího“ urychlovače.

### Sterilní neutrino
Sterilní neutrino je hypotetická částice, která by oproti třem dosud známým neutrinům neměla podléhat slabé interakci, ale měla by na ni působit jen gravitace, a proto jsme jej dosavadními typy detektorů nebyli schopni zaznamenat. Předpověděli je fyzikové z americké Fermiho laboratoře, kteří při experimentu MiniBooNE (Mini Booster Neutrino Experiment) zjistili více oscilací neutrin, než očekávali. Pokud by se prokázala existence sterilního neutrina, bylo by kandidátem na vysvětlení podstaty temné hmoty ve vesmíru. Sterilní neutrino ale pravděpodobně neexistuje.

## Vlastnosti
Účinný průřez pro slabou interakci neutrin je velmi malý, proto neutrina procházejí běžnou hmotou (např. celou Zemí) většinou bez jakékoli reakce. Např. jedním cm² lidského těla proletí za 1 sekundu asi 60 miliard neutrin.
Slunce emituje neutrina o energii několika MeV: k zachycení aspoň poloviny z nich by bylo třeba blok olova o tloušťce asi jeden světelný rok (~1016m). Detekce neutrin z vesmíru je tedy velmi náročná a vyžaduje velmi rozměrné detektory. Jinou možností výzkumu jejich vlastností je produkovat uměle svazky neutrin o velké energii.

### Hmotnost
V současné době je široce přijímáno, že neutrina jsou hmotná.  Standardní model původně předpokládal, že jsou neutrina nehmotná, avšak přidání hmotnosti neutrin do tohoto modelu není obtížné a poslední experimenty ukazují, že neutrina opravdu mají hmotnost.
Nejpřísněji klade horní hranici hmotnosti kosmologie. Model velkého třesku předpokládá, že je tu stálý poměr počtu neutrin a fotonů v kosmickém záření. Kdyby celková hmotnost všech třech typů neutrin překročila 50 eV (na neutrino), bylo by ve vesmíru tolik hmoty, že by se zhroutil. Tuto hranici by šlo překonat předpokladem, že je neutrino nestabilní, avšak toto by bylo obtížné začlenit do Standardního modelu.

### Oscilace neutrin
Když se postavily první detektory neutrin, měření zachycovala stopy mnohem méně elektronových neutrin, než byl teoretický předpoklad. Mohlo to znamenat, že naše představy o procesech probíhajících ve Slunci jsou chybné. Řešením problému by mohla být například nižší teplota uvnitř Slunce, ale to neodpovídá jiným měřením. Jako nejpravděpodobnější se jevila oscilace neutrin – děj, při němž se mění typ neutrina. Aby takováto hypotéza mohla platit, musí mít neutrina nenulovou hmotnost.
Oscilace neutrin byly potvrzeny v několika experimentech a byly již experimentálně určeny i některé jeho parametry (vybrané směšovací úhly).

### Domnělá nadsvětelná rychlost

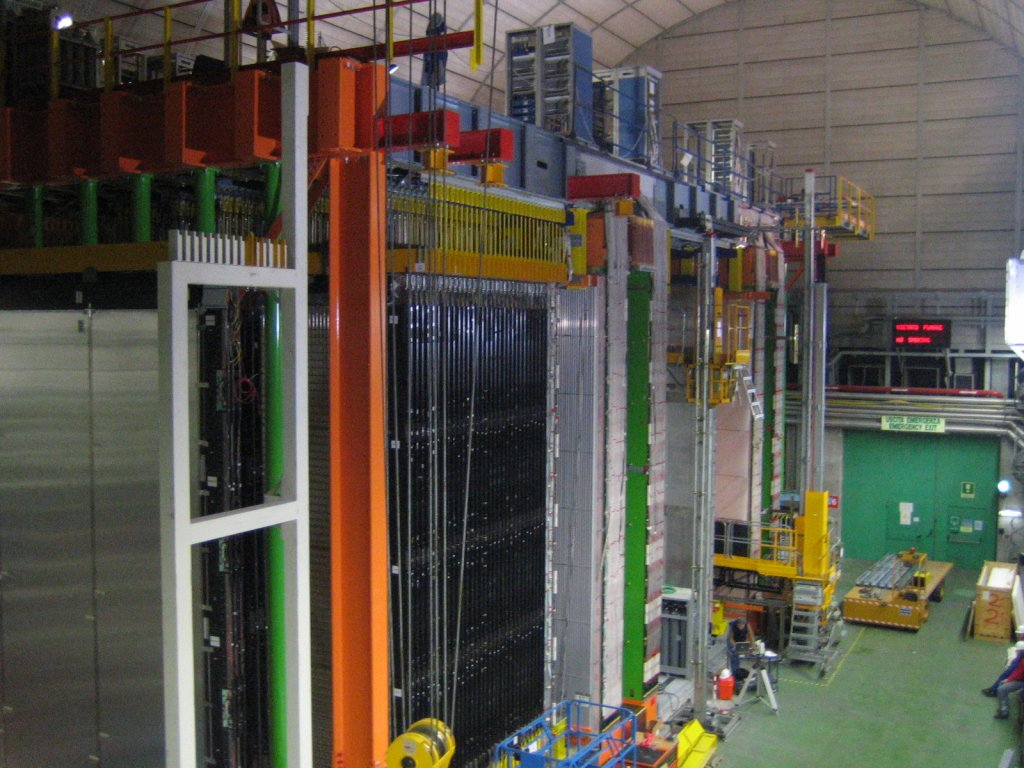
Detektor neutrin OPERA

Při pokusech v rámci experimentu OPERA byla v listopadu 2011 jednomu druhu neutrin (mionovým neutrinům) naměřena nepatrně nadsvětelná rychlost. Vzdálenost 731 km z evropského střediska CERN ve Švýcarsku do italského podzemního detektoru v Gran Sasso překonala neutrina podle měření o 60 nanosekund rychleji, než kdyby letěla rychlostí světla. Přesnost měření přitom vědci spočítali na 10–15 nanosekund. 
Tento výsledek by byl ve sporu se současnými představami relativistické fyziky, a proto se hledaly chyby experimentu, které by umožnily jeho vyvrácení. Jedna možná technická chyba mohla spočívat v oscilátoru používaném k tvorbě časových značek pro synchronizaci GPS, druhá v časové kalibraci připojení optického vlákna přivádějícího externí GPS signál k řídicím hodinám. Jako potenciální metodická chyba byla zkoumána také nesprávná relativistická synchronizace hodin. Sesterský experiment ICARUS, hledající energetické projevy nadsvětelných neutrin, žádné nezaznamenal, a novým měřením rychlosti neutrin v r. 2012 vyvrátil její nadsvětelnost.
Nakonec v r. 2012 i tým OPERA potvrdil po revizi a započtení přístrojových vlivů nesprávnost předchozích výsledků.

## Zdroje neutrin
V současné době je známo 5 zdrojů neutrin detekovatelných na Zemi.
- Slunce a další hvězdy – Při termonukleární fúzi, která je hlavním energetickým zdrojem Slunce, jsou neutrina jedním z výsledných produktů.
- Supernovy – Neutrina vznikají nejen v „běžných“ hvězdách jako je Slunce, ale také při výbuchu supernovy. Raymond Davis Jr. a Masatoši Košiba byli roku 2002 odměněni Nobelovu cenu za fyziku za jejich práci na detekci neutrin v kosmickém záření.
- Atmosféra – Při interakci kosmického záření s atomy atmosféry vzniká množství částic, mimo jiné i neutrina.
- Planeta Země – V nitru Země vznikají neutrina v důsledku přirozeného radioaktivního rozpadu hornin.
- Umělé zdroje – Jaderné elektrárny jsou nejvýznamnějším zdrojem neutrin v důsledku lidské činnosti. V běžné jaderné elektrárně vzniká každou sekundu přes 50 000 neutrin. Neutrina rovněž vznikají v urychlovačích částic.

### Reliktní neutrina
Kromě výše uvedených pěti zdrojů se předpokládá, že je celý vesmír vyplněn neutriny, vzniklými v raných horkých dobách vesmíru, těsně po velkém třesku. Z výpočtu se odhaduje jejich hustota na 340 cm−3 a teplota 1,95 K. Vzhledem k nízké energii je jejich přímá detekce současnými prostředky nemožná.

## Detektory neutrin
K detekci neutrin lze využít tři procesy:
- interakci neutrin s nukleony,
- pružný rozptyl neutrina na elektronu nebo jádru,
- interakce vysokoenergetických neutrin s protony za vzniku mionů μ.

Protože neutrina interagují jen velmi omezeně s jakoukoliv hmotou, jsou detektory neutrin vždy velká zařízení. Jsou obvykle umístěna pod zemí, aby se omezil vliv ostatních částic.
Detektory:
- Antarctic Muon And Neutrino Detector Array
- Project DUMAND
- Super-Kamiokande